# Олешня (зупинний пункт)
Оле́шня — пасажирський залізничний зупинний пункт Київської дирекції Південно-Західної залізниці на неелектрифікованій лінії Чернігів — Горностаївка.
Розташований у селі Олешня Ріпкинського району Чернігівської області між станціями Голубичі (19 км) та Грибова Рудня (2 км).
На зупинному пункті зупиняються приміські поїзди.